# Kanton Ormesson-sur-Marne
Kanton Ormesson-sur-Marne is een voormalig kanton van het Franse departement Val-de-Marne. Kanton Ormesson-sur-Marne maakte deel uit van het arrondissement Nogent-sur-Marne en telde 24.616 inwoners (1999).
Het werd opgeheven bij decreet van 17 februari 2014 met uitwerking in maart 2015.

## Gemeenten
Het kanton Ormesson-sur-Marne omvatte de volgende gemeenten:
- La Queue-en-Brie
- Noiseau
- Ormesson-sur-Marne (hoofdplaats)